# Lípa Naděje
Lípa Naděje je několik set let starý památný strom v poutním komplexu Lomec (pomístně nazývaném Lomeček) na stejnojmenném kopci mezi městy Netolice a Vodňany v jižních Čechách. Strom pravděpodobně nebyl vyhlášený jako památný ze zákona, ale je památný v historickém smyslu.

## Základní údaje
- název: lípa Naděje, lípa na Lomečku
- výška: ?
- obvod: ?
- věk: asi 275 let
- památný strom ČR: pravděpodobně nebyla vyhlášena
- souřadnice: 49°5'43.79"N, 14°11'16.52"E

Památná lípa na Lomci byla pravděpodobně vysazena roku 1750, když zde sídlili ivanité. V tomto období byla návštěvnost místa velmi vysoká, v květnu 1741 na Lomec putovali Vodňanští měšťané pro dlouhotrvající sucho, roku 1757 chodili prosit za ochranu před loupeživými Prusy Němčičtí a poté opět Vodňanští za obleženou Prahu.
Lípa je součástí novodobé meditativní zahrady, kterou založil otec Patrik krátce po třístém výročí posvěcení svatyně (proběhlo v roce 1704). Kmen je celistvý s výraznými kořenovými náběhy, mezi kterými se snad začíná pomalu otevírat dutina. Od výšky 3,5 metru z kmene vybíhají kosterní větve, kterých je asi 7. Borka kmene i nižších větví porůstá mechem. Lípa je doplněna dřevěnou tabulí s nápisem: památná lípa Naděje 1750. V areálu roste řada dalších lip, pravděpodobně mladších. Některé jsou zdobené svatými obrázky a texty. Areál včetně lípy jsou veřejně přístupné.

## Památné a významné stromy v okolí
- Libějovická alej
- Malovické lípy (2 stromy, zrušené, první lípa pádem roku 2002 těžce poškodila druhou)
- Libějovický park (přírodní rezervace, staré lípy a duby doprovázené habrem a olší)